# Риккетс, Хауард Тейлор
Ха́уард Те́йлор Ри́ккетс (англ. Howard Taylor Ricketts; 9 февраля 1871, Финдли, штат Огайо — 3 мая 1910, Мехико, Мексика) — американский патолог, один из первых исследователей инфекционных болезней, получивших позже название риккетсиозы. Его именем также названы род бактерий Rickettsia, вид бактерий Rickettsia rickettsi и семейство Rickettsiaceae. Занимался изучением этиологии, эпидемиологии и иммунологии пятнистой лихорадки Скалистых гор, а также сыпного тифа, от которого умер в 1910 году.

## Биография
Родился в городе Финдли, штат Огайо в фермерской семье. Получил степень бакалавра по зоологии в Университете штата Небраска в Линкольне. Медицинское образование получил в Высшей медицинской школе Северо-Западного университета в пригороде Чикаго — городе Эванстон, штат Иллинойс, которую закончил в 1897 году. В 1898 году получил стипендию по патологии в Медицинском колледже Раша. С 1899 года доцент, а с 1902 года профессор патологической анатомии в Чикагском университете. Стал известен не только как подающий надежды учёный, но и как незаурядный преподаватель — на его лекции приходили не только студенты медицинского факультета, но и другие слушатели. В 1901—1902 годах с целью дальнейшей специализации и совершенствования навыков в области лабораторных методов и теоретической микробиологии совершил учебную поездку в Вену, Берлин и Париж. В 1900 году женился на Майре Таббс (англ. Myra Tubbs).
Риккетс является одним из первых исследователей инфекционных болезней, получивших впоследствии название риккетсиозы. Так, он был привлечён к изучению этиологии, эпидемиологии и иммунологии пятнистой лихорадки Скалистых гор. Он с коллегами обнаружил, что вид клещей Dermacentor andersoni способен переносить бактерии рода Bacillus (позже это было подтверждено и для других видов клещей). Установил, что кровь поражённых пятнистой лихорадкой Скалистых гор содержит бактериоподобные микроорганизмы и сумел достигнуть экспериментального переноса и воспроизведения инфекции у лабораторных животных, путём заражения их кровью больных лихорадкой. Описанный им возбудитель получил название — Rickettsia rickettsi (вид бактерий из рода Риккетсии).
В 1909 году Рикеттс заинтересовался сыпным тифом, для изучения которого отправился в Мехико, где в то время свирепствовала эпидемия. Он описал сходство его симптомов с пятнистой лихорадкой и предположил, что перенос болезни также осуществляется насекомыми. Однако уже через несколько дней после выделения возбудителя тифа он умер от этой болезни, не закончив своего исследования. В 1916 году термин «риккетсия» впервые применил основоположник учения о риккетсиях и риккетсиозах бразильский микробиолог и инфекционист Энрике Роша Лима, который выделил возбудителя сыпного тифа и дал ему название риккетсия Провачека, назвав этих бактерий в честь Риккетса и чешского учёного Станислава Провачека, который, как и американский исследователь, умер от тифа, не завершив своего исследования. В открытии возбудителя этой болезни большое значение имели работы Риккетса (1910) и Провачека (1913, 1914), но честь открытия по праву принадлежит Лима, который увековечил своих погибших предшественников.

## Память
- Начиная с 1912 года в Чикагском университете за научные исследования лучшим студентам присуждается «Премия Хауарда Тейлора Риккетса» (англ. Howard Taylor Ricketts Prize), установленная семьёй Рикеттса[9].